# Спирач на отката
Спирач на отката е агрегат от противооткатните устройства, предназначен за забавяне и ограничаване на отката на оръдието (ствола спрямо люлката) след изстрел. Конструктивно се обединен със спирачката на наката (накатник), който забавя откатните части при наката на оръдието (ствола). Спирачката на отката при съвременните артилерийски оръдия, като правило, са хидравлични. Като работен флуид в хидравличните системи преди се е използва течността „Стеол-М“ на основата на глицерин и етанол. Днес вместо стеола се използва противооткатната течност „ПОЖ-70“, представляваща воден разтвор на етиленгликол с антипяна и противокорозионни присадки.